# لیلا رجبی
لیلا رجبی (زادهٔ ۱۸ آوریل ۱۹۸۳ در ویتبسک، بلاروس) با نام تولد تاتیانا ایلیوشچانکا (به انگلیسی: Tatyana Ilyushchanka) ورزشکار پرتاب وزنهٔ بلاروسی‌الاصل با تابعیت ایران است. رجبی پس از ناکامی در المپیک ریو، خداحافظی‌اش از تیم ملی دوومیدانی ایران را اعلام کرد.

## زندگی‌نامه
تاتیانا ایلیوشچانکا، فرزند الکساندر و زادهٔ شهر ویتبسک کشور بلاروس است. او برای کشور زادگاهش مقام‌های نایب‌قهرمانی سال ۲۰۰۵ پرتاب وزنه باشگاه‌های اروپا در پرتغال و نفر چهارم جوانان جهان در جامائیکا را به‌دست‌آورد.

تاتیانا در زمان برپایی یکی از اردوهای تیم ملی ایران در بلاروس با پیمان رجبی، دوندهٔ دو سرعت ایرانی آشنا شد و در سال ۱۳۸۶ با او ازدواج کرد و پس از دریافت تابعیت ایرانی و گرایش به دین اسلام، با نام لیلا رجبی در بوشهر زندگی می‌کرد.

وی عضو تیم دو و میدانی مخابرات بوشهر شد و در تیم ملی ایران حضور پیدا کرد و از زمان حضورش در ایران و با تابعیت ایرانی، رکورد پرتاب وزنهٔ ایران را از ۱۴٫۰۵ متر، که پیش از آن متعلق به پریسا بهزادی بود، به ۱۸٫۱۸ متر (هوای آزاد) و ۱۷٫۲۱ متر (داخل سالن) بهبود داده‌است.
رجبی در مسابقات قهرمانی دو و میدانی آسیا ۲۰۰۹ گوانگ‌ژو مدال برنز و در بازی‌های آسیایی داخل سالن ۲۰۰۹ هانوی و قهرمانی دو و میدانی داخل سالن آسیا ۲۰۱۰ تهران مدال طلا را برای تیم ایران به‌دست آورده‌است .

لیلا رجبی نمایندهٔ ایران در رشتهٔ پرتاب وزنه در بازی‌های المپیک ۲۰۱۲ لندن و ۲۰۱۶ ریو بوده‌است.

## حاشیه‌ها
پس از حذف لیلا رجبی در گروه مقدماتیِ المپیک ۲۰۱۶ ریو، در اظهارنظری که توسط احسان مهاجرشجاعی در یک برنامهٔ زنده صورت گرفت، به‌نوعی لیلا رجبی به «خونسردی» متهم شد و از عبارت «کمی غیرت» استفاده شد.
این جملات واکنش رجبی را به دنبال داشت، به گونه‌ای که او در صفحهٔ اینستاگرام خود نوشت:
شما می‌توانید به من انتقاد کنید و انتقادها را می‌پذیرم… ولی کسی نباید جلوی ۷۰ میلیون جمعیت من را بی‌غیرت عنوان کند.

او خطاب به کسانی که او را «بی‌غیرت» خوانده‌اند، نوشت: 
من ایرانی‌الاصل نیستم و حدود ۱۰ سال است تابعیت ایران را پذیرفته‌ام و ایران را دوست دارم و در ایران زندگی می‌کنم و ایران را کشور خودم می‌دانم و بارها پرچم سه‌رنگ ایران را در میادین بین‌المللی برافراشته کرده‌ام که این افتخار بزرگی برای من بوده‌است.
- عادل غلامی، بازیکن تیم ملی والیبال ایران، با انتشار پُستی در اینستاگرام، از لیلا رجبی حمایت کرد.[۸]
- جواد خیابانی نیز روی آنتن زندهٔ ویژه‌برنامهٔ المپیک از لیلا رجبی دلجویی کرد.[۸]
- حامد غفاری، مجری اخبار ورزشی تلویزیون ایران، و داوود عابدی، مجری شبکهٔ خبر، در صفحات شخصی‌شان با تگِ «باغیرت» به مجری و کارشناس شبکهٔ ورزش واکنش نشان دادند.[۸]

در روز بیستم فروردین ماه ۱۳۹۶ پیمان و لیلا رجبی در دفتر مدیریت مجموعه ورزشی شهید کشوری تهران حاضر شدند و به اختلافات و سوء تفاهمات با احسان مهاجرشجاعی خاتمه دادند و به اصطلاح آشتی کردند.

## رکوردها
| سال            | مسابقه                                      | محل برگزاری            | مقام                   | توضیحات        |
| نمایندهٔ بلاروس | نمایندهٔ بلاروس                              | نمایندهٔ بلاروس         | نمایندهٔ بلاروس         | نمایندهٔ بلاروس |
| -------------- | ------------------------------------------- | ---------------------- | ---------------------- | -------------- |
| ۲۰۰۲           | مسابقات قهرمانی جوانان جهان در دو و میدانی  | کینگستون، جامائیکا     | ۵ـُم                    | ۱۶/۱۸ متر      |
| ۲۰۰۵           | جام اروپا (دو و میدانی)                     | لیریا                  | دوم                    | ۱۷/۱۹ م        |
| ۲۰۰۵           | قهرمانی دو و میدانی زیرِ ۲۳ اروپا            | ارفورت                 | ۷ـُم                    | ۱۶/۴۹ م        |
| ۲۰۰۶           | جام زمستانی اروپا                           | تل‌آویو                 | ۶ـُم                    | ۱۷/۳۷ م        |
| ۲۰۰۷           | جام زمستانی اروپا                           | یالتا                  | ۴ـُم                    | ۱۶/۴۳ م        |
| نمایندهٔ ایران  |                                             |                        |                        |                |
| ۲۰۰۹           | مسابقات جهانی دو و میدانی ۲۰۰۹              | برلین                  | ۲۵ـُم (صعود به دورِ بعد) | ۱۶/۶۰ م        |
| ۲۰۰۹           | بازی‌های آسیایی داخل سالن                    | هانوی                  | اول                    | ۱۷/۰۷ م        |
| ۲۰۰۹           | قهرمانان آسیا                               | گوانگ‌ژو                | سوم                    | ۱۶/۷۱ م        |
| ۲۰۱۰           | داخل سالن قهرمانان آسیا                     | تهران                  | اول                    | ۱۷/۳۲ م        |
| ۲۰۱۰           | قهرمانان غرب آسیا                           | حلب، سوریه             | اول                    |                |
| ۲۰۱۰           | بازی‌های آسیایی                              | گوانگ‌ژو                | ۶ـُم                    | ۱۶/۵۱ م        |
| ۲۰۱۱           | قهرمانان آسیا                               | کوبه                   | سوم                    | ۱۶/۶۰ م        |
| ۲۰۱۲           | داخل سالن قهرمانان آسیا                     | هانگژو                 | دوم                    | ۱۷/۵۱ م        |
| ۲۰۱۲           | داخل سالن قهرمانان جهان                     | استانبول               | ۱۲ـُم (صعود به دورِ بعد) | ۱۷/۲۹ م        |
| ۲۰۱۲           | قهرمانان غرب آسیا                           | دبی، امارات متحدهٔ عربی | اول                    |                |
| ۲۰۱۲           | دو و میدانی در بازی‌های المپیک تابستانی ۲۰۱۲ | لندن                   | ۲۱ـُم (صعود به دورِ بعد) | ۱۷/۵۵ م        |
| ۲۰۱۳           | قهرمانان آسیا ۲۰۱۳                          | پونه                   | دوم                    | ۱۸/۱۸ م        |
| ۲۰۱۳           | بازیهای همبستگی اسلامی                      | پالم‌بانگ               | اول                    | ۱۷/۰۲ م        |
| ۲۰۱۴           | دو و میدانی در بازی‌های آسیایی ۲۰۱۴          | اینچئون                | دوم                    | ۱۷/۸۰ م        |
| ۲۰۱۵           | مسابقات جهانی دو و میدانی ۲۰۱۵              | پکن                    | ۱۸ـُم (صعود به دورِ بعد) | ۱۷/۰۴ م        |
| ۲۰۱۶           | داخل سالن قهرمانان آسیا                     | دوحه                   | ۴ـُم                    | ۱۶/۰۲ م        |

## یادکرد
1. 1 2 3 4
2. 1 2 3 4  «2012 Olympics Official Profile». بایگانی‌شده از اصلی در ۲۶ مه ۲۰۱۳. دریافت‌شده در ۱۳ اوت ۲۰۱۶.
3. 1 2  «آشتی لیلا رجبی و مهاجر شجاعی».
4. ↑  نگاهی به زندگی لیلی رجبی، نمایندهٔ ایران در رشتهٔ پرتاب وزنه.
5. ↑  «وکیل سدشکن». بایگانی‌شده از اصلی در ۹ مه ۲۰۱۶. دریافت‌شده در ۲۰ آوریل ۲۰۱۶.
6. ↑  «جهان ورزش». بایگانی‌شده از اصلی در ۱۲ ژوئیه ۲۰۱۲. دریافت‌شده در ۱ اوت ۲۰۱۲.
7. ↑  وبگاه خبریِ فردا، ۲۲ مرداد ۱۳۹۵.
8. 1 2 3 4  خبرگزاری فرارو، ۲۲ مرداد ۱۳۹۵.

### غیرفارسی
- پروفایل لیلا رجبی در وبگاه فدراسیون جهانی دو و میدانی

### فارسی
- «المپیکی دوملیتی ایران که 'غیرت' او خبرساز شد». بی‌بی‌سی فارسی. ۱۳ اوت ۲۰۱۶–۲۳ مرداد ۱۳۹۵. دریافت‌شده در ۱۵ اوت ۲۰۱۶. تاریخ وارد شده در |تاریخ= را بررسی کنید (کمک)
- «خودش که پنجاهم شد هم بی‌غیرت است؟ پاسخ لیلا رجبی به اتهام کم غیرتی». پایگاه خبری تحلیلی فردا. مرداد ۱۳۹۵. دریافت‌شده در ۱۶ اوت ۲۰۱۶.</ref>
- «جنجال برسر حذف لیلا رجبی؛ بی غیرت کیست؟!». خبرگزاری فرارو. ۲۲ مرداد ۱۳۹۵. دریافت‌شده در ۱۶ اوت ۲۰۱۶.
- «آشتی لیلا رجبی و همسرش با احسان مهاجرشجاعی». ۲۰ فروردین ۱۳۹۶. بیش از یک پارامتر |کد زبان= و |زبان= داده‌شده است (کمک)